# Strada M07
La strada M07 (in ucraino Автошлях M07?, Avtošljak M07) è una strada ucraina che unisce la capitale Kiev con la frontiera polacca. Oltre confine continua come DK12.
Forma parte della strada europea E373.